# Pedreira (Tomar)
Pedreira is een plaats (freguesia) in de Portugese gemeente Tomar en telt 563 inwoners (2001).